# Árnyék nélkül
Az Árnyék nélkül (eredeti cím: Hollow Man) egy 2000-ben bemutatott amerikai sci-fi horrorfilm, amelyet Paul Verhoeven rendezett. A forgatókönyvet H. G. Wells könyve alapján Andrew W. Marlowe és Gary Scott Thomas készítette. A produkció főszerepében Elisabeth Shue, Kevin Bacon és Josh Brolin.
A film premierjét 2000. augusztus 2-án mutatták be az Egyesült Államokban. Magyarországon szeptember 21-től volt megtekinthető a mozikban. Habár a produkció negatív kritikákat kapott, kasszasiker volt. Három Szaturnusz-díjra nominálták, valamint a 73. Oscar-gálán jelölték a legjobb vizuális effektek kategóriában.
Az Árnyék nélkülnek készült második része, ami tévéfilmként jelent meg 2006-ban Árnyék nélkül 2. címmel.

## Cselekmény
Sebastian Caine egy zseniális és egocentrikus tudós, aki egy kis csapattal azon dolgozik, hogy az élőlényeket fáziseltolással láthatatlanná tegye. Az első kísérletek, amelyeket állatokon végez, ígéretesek, egy gorillával pedig elérik, hogy újra láthatóvá váljon. A kísérletek eredményeit eltitkolják az Egyesült Államok Védelmi Minisztériuma elől, amelynek megbízásából a csapat dolgozik, mert attól tartanak, hogy a projektet visszavonják.
Sebastian azt állítja, hogy döntő áttörés küszöbén áll, és már csak egy kis időre van szüksége. Kipróbálja magán a szérumot, és valóban láthatatlanná válik, de nem tudják láthatóvá tenni. Caine egyelőre a laborban marad, latexmaszkot visel, hogy lássák, és egyre paranoiásabb és ellenségesebb lesz. Egy éjszaka Caine megszökik, és mások után kezd kémlelni. Észrevétlenül besurran a csinos szomszéd lánynak a lakásába. Először csak megijeszti a lányt, de végül megerőszakolja.
Amikor Linda és Matt tájékoztatja a védelmi minisztert a sikertelen kísérletről, Sebastian a legbrutálisabb eszközökkel vág vissza. Először belefojtja Dr. Howard Kramert az úszómedencéjébe, majd megfojtja az egyik alkalmazottját, a csapat maradék öt tagját bezárja a földalatti kutatóhelyre, és a többieket is elkezdi megölni. A korábbi alkalmazottak a csatában alulmaradnak a láthatatlan emberrel szemben, hiába van hővédő szemüvegük és pisztolyuk. 
Lindát és a sérült Mattet a mélyhűtőbe zárja, ahonnan Linda defibrillátorból készült elektromágnesekkel kioldja az ajtó külső oldalán lévő acélreteszt. Eközben Caine egy kétkomponensű folyékony robbanóanyaggal készül elpusztítani az egész laboratóriumot, amelyet időzítővel lát el.
Amikor Caine éppen menekülni készül a lifttel, Linda és Matt hatástalanítják a férfit egy lángszóróval és árammal, mire Caine szinte teljesen látható lesz. Matt és Linda felmenekül a liftaknában lévő vészlétrán, megmenekülnek a robbanás elől, de a részben látható Sebastian megtámadja Lindát, és vele együtt a lift tetejére zuhan, amely lezuhan és beszorul az aknába. Ott még egyszer utoljára meg akarja csókolni a lányt. Linda lerúgja az utolsó csatlakozót, a lift vastag tápkábelének dugóját. A nő belekapaszkodik a kábelbe, Sebastian pedig a kocsival együtt a lángok tengerébe zuhan.

## Szereplők
| Szerep               | Színész        | Magyar hangja           | Magyar hangja           |
| Szerep               | Színész        | 1. magyar változat 2000 | 2. magyar változat 2007 |
| -------------------- | -------------- | ----------------------- | ----------------------- |
| Linda McKay          | Elisabeth Shue | Schell Judit            | Horváth Lili            |
| Sebastian Caine      | Kevin Bacon    | Rékasi Károly           | Széles Tamás            |
| Matthew Kensington   | Josh Brolin    | László Zsolt            | Nagy Ervin              |
| Sarah Kennedy        | Kim Dickens    | Báthory Orsolya         | Pikali Gerda            |
| Carter Abbey         | Greg Grunberg  | Galambos Péter          | Király Attila           |
| Frank Chase          | Joey Slotnick  | Galbenisz Tomasz        | Kerekes József          |
| Janice Walton        | Mary Randle    | Détár Enikő             | n.a                     |
| Dr. Howard Kramer    | William Devane | Gruber Hugó             | Orosz István            |
| Sebastian szomszédja | Rhona Mitra    | n.a                     | n.a                     |
| Ed, a parkolóőr      | Pablo Espinosa | Albert Gábor            | n.a                     |

## Fogadtatás

### Kritikai visszhang
A film nem teljesített jól a kritikusok körében. A Rotten Tomatoeson 26%-os minősítést ért el 119 értékelés alapján, az összefoglaló szerint: „A fantasztikus speciális effektek ellenére az Árnyék nélkül elmarad Paul Verhoeven más filmjeitől. Ez a film idővel tipikus horrorfilmmé silányul.” A. O. Scott a New York Timestól azt írta: „Egy fáradságos, hiteltelen akciófilmes hacker munka.” John Hartl a Seattle Timestól azt írta: „Az Árnyék nélkülben olyan kevés a Verhoeven, hogy szinte bármelyik stúdió rendezője lehetett volna.” Jay Boyer az Orlando Sentimentaltól azt írta, hogy „Verhoeven csak hagyja az embert lógni”.
A MetaCritic 24 pontot adott a 100-ból 35 vélemény alapján. Owen Gleiberman az Entertainment Weeklytől azt írta: „Egy kiválóan nézhető B-filmes rémálom.” Jack Mathews a New York Daily Newstól azt írta: „Szexvígjátékként talán működött volna, pornóként biztosan. De mint feszültséggel teli thriller, minden rossz okból hátborzongató.” Jay Carr a Boston Globe-tól azt írta: „Némafilmnek kellett volna lennie. Minden alkalommal, amikor a szereplők kinyitják a szájukat, még mélyebbre kalapálják a földbe.”

### Bevételi adatok
A Box Office Mojo szerint a film kasszasiker volt. A 95 millió dolláros költségvetésre 190 millió dolláros bevétel keletkezett.

## Fontosabb díjak és jelölések
| Esemény             | Díj            | Kategória                   | Eredmény |
| ------------------- | -------------- | --------------------------- | -------- |
| 73. Oscar-gála      | Oscar-díj      | Legjobb vizuális effektusok | Jelölve  |
| 27. Szaturnusz-gála | Szaturnusz-díj | Legjobb sci-fi film         | Jelölve  |
| 27. Szaturnusz-gála | Szaturnusz-díj | Legjobb filmzene            | Jelölve  |
| 27. Szaturnusz-gála | Szaturnusz-díj | Legjobb különleges effektek | Jelölve  |